# Пеггі Ашкрофт
Дама Пеггі Ашкрофт (англ. Peggy Ashcroft; 22 грудня  1907–1991) — англійська акторка. Виконавиця ролей у трагедіях Шекспіра: Дездемони в «Отелло» (з Полем Робсоном) і Джульєтти в «Ромео та Джульєтта» (з Лоуренсом Олів'є), знімалася на телебаченні.

## Біографія
Пеггі Ашкрофт народилася в місті Кройдон (Велика Британія). Пеггі спочатку навчалася у школі Woodford School, а потім у Central School of Speech and Drama. Ашкрофт здобула популярність зігравши роль Ноемі у п′єсі «Єврей Зюсс» у 1929 році. Також через два роки блискуче зіграла на театральній сцені роль Дездемони у п′єсі «Отелло».

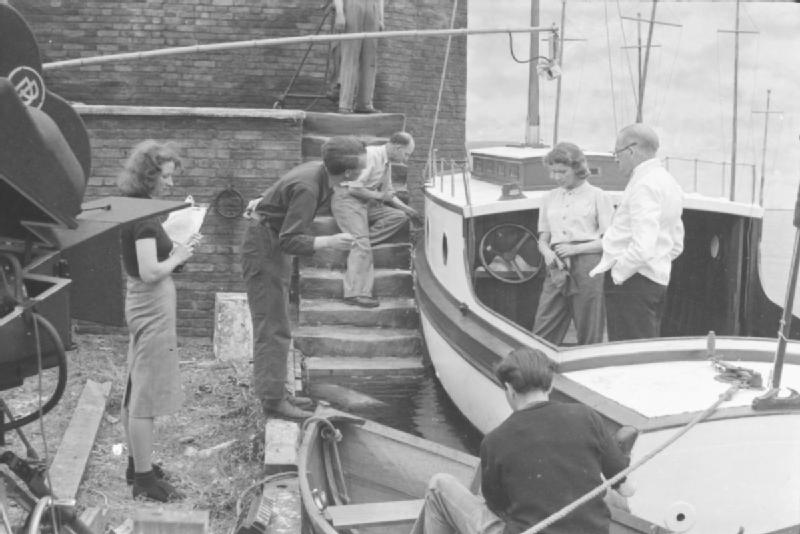
Пеггі Ашкрофт (справа) під час фільмування стрічки «Випадок в протоці Ла-Манш», 1940.

Ашкрофт стала справжньою зіркою театру після виконання ролі Джульєтти у виставі «Ромео і Джульєтта» у театрі New Theatre (тепер Noël Coward Theatre). Партнерами у виставі за трагедією Шекспіра були Лоуренс Олів′є (Ромео) та Джон Гілгуд (Меркуціо). Пізніше Ашкрофт та Гілгуд разом грали у виставі «Багато галасу з нічого».
Пеггі Ашкрофт вважалася однією з найталановитіших театральних акторок, тому її репертуар був надзвичайно різноманітним. До найяскравіших ролей можна віднести: Ірина («Три сестри»), Імоген («Цимбелін»), Клеопатра у («Антоній та Клеопатра»).
Пеггі Ашкрофт рідко брала участь на телебаченні та в кіно. Найвідомішою роботою у кіно є роль місіс Мур у фільмі Девіда Ліна «Поїздка до Індії». За цю роль Ашкрофт отримала багато престижних кінематографічних нагород, включаючи премію Оскар. Останньою роботою у кіно була роль леді Емілі у фільмі Джона Шлезінгера «Мадам Сузацька», де вона грала з Ширлі Маклейн.
Найвідомішою роботою Ашкрофт на телебаченні була роль Барбі Бачелор у серіалі «Коштовності у короні».

## Фільмографія
- 1935: 39 сходинок / 39 Steps — Маргарет
- 1971: Неділя, проклята неділя / Sunday Bloody Sunday — місіс Гревілль, мати Алекс
- 1984: Поїздка до Індії / A Passage to India — місіс Мур
- 1988: Мадам Сузацька / Madame Sousatzka — леді Емілі

## Нагороди
- Премія Оскар: 1984
- Премія БАФТА: 1981, 1985 (двічі)
- Премія Золотий глобус: 1984
- Премія Лоуренса Олів′є: 1976, 1991